# Enrica Merlo
Pour les articles homonymes, voir Merlo.
Enrica Merlo (née le 28 décembre 1988 à Este, dans la province de Padoue, en Vénétie) est une joueuse italienne de volley-ball. Elle mesure 1,70 m et joue au poste de libero. Elle totalise 41 sélections en équipe d'Italie.

## Clubs
| Club               | Pays   | De        | À         |
| ------------------ | ------ | --------- | --------- |
| Volley Club Padova | Italie | 2004-2005 | 2005-2006 |
| Reggio Emilia      | Italie | 2006-2007 | 2006-2007 |
| Volley Bergamo     | Italie | 2007-2008 | …         |

## Palmarès

### Équipe nationale
- Championnat d'Europe
  - Vainqueur : 2009.

### Clubs
- Ligue des champions
  - Vainqueur : 2009, 2010.
- Coupe d'Italie
  - Vainqueur : 2008.
  - Finaliste : 2014.
- Championnat d'Italie
  - Vainqueur : 2011.
- Supercoupe d'Italie
  - Vainqueur : 2011.

### Récompenses individuelles
- Ligue des Champions de volley-ball féminin 2008-2009: Meilleure libero.
- Ligue des Champions de volley-ball féminin 2009-2010: Meilleure libero.
- Championnat du monde des clubs de volley-ball féminin 2010: Meilleur réceptionneuse.